# Prenoceratops
Genre
Espèce

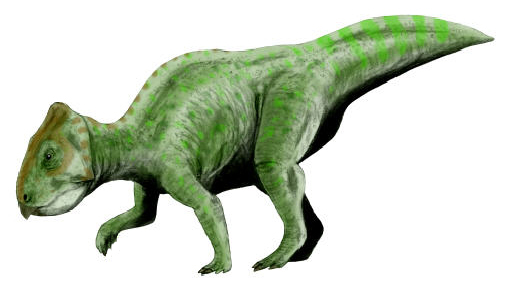
Restauration.

Prenoceratops est un genre de dinosaures cératopsiens du Crétacé supérieur retrouvé dans la une strate datée du Campanien de la formation de Two Medicine du Montana, aux États-Unis.
L'espèce-type, Prenoceratops pieganensis, a été décrite par Brenda J. Chinnery en 2004.
Classé chez les cératopsiens, le genre est le seul néocératopsien basal connu à partir d'un lit d'os. Il se rapprocherait du Leptoceratops, bien qu'il en soit séparé de plusieurs millions d'années.